# Vọng cổ
Vọng cổ, hay vọng cổ Bạc Liêu, là điệu nhạc rất thịnh hành ở Đồng bằng sông Cửu Long, Việt Nam. Bắt nguồn từ bài "Dạ cổ hoài lang" (nghe tiếng trống đêm, nhớ chồng) của cố nhạc sĩ Cao Văn Lầu (tức Sáu Lầu). Vọng cổ là một trong những bài bản chính của sân khấu cải lương.

## Sơ lược nguồn gốc và nhạc pháp
Bài "Dạ cổ hoài lang" có 20 câu, 2 nhóm đầu mỗi nhóm 6 câu, 2 nhóm sau mỗi nhóm 4 câu. Mỗi câu trong bài có 2 nhịp, gọi là nhịp đôi.
Ngay từ thời chỉ mới có nhịp đôi, bản "Dạ cổ hoài lang" đã được đặt lời khác. Việc đặt (ngôn ngữ nhạc Việt gọi là "soạn") lời ở các bản cổ nhạc không giống như đặt lời tân nhạc. Một bài tân nhạc khi đặt lời thì theo sát câu nhạc của lời trước, tức là theo đúng hay rất sát nốt nhạc trong mỗi stanza. Đặt lời một bản cổ nhạc giống như làm bài thơ họa: Theo đúng nốt nhạc (ngôn ngữ nhạc Việt gọi là chữ nhạc) ở cuối câu (chỗ dứt nhạc) và theo giọng bình - trắc ở những chữ đó.
Câu 2 nhịp, tuy nhiên, không thỏa mãn được nhu cầu của các nhà soạn nhạc. Bản nhạc (bản vọng cổ luôn gọi là "bản", không gọi là "bài") được tăng lên 4 nhịp, tức nhịp tư, trong khoảng thời gian 1927-1935. Sau đó tăng lên nhịp tám năm 1936-1945, và cũng khoảng thời gian này được mang tên bản "Vọng cổ". Từ nhịp tám lên nhịp 16, 32, 64, 128,... Bản thông dụng nhất hiện nay là bản nhịp 32.
Bản vọng cổ nhịp đôi, nhịp tư chỉ theo sát chữ nhạc ở chỗ dứt câu. Nhưng khi bản nhạc có nhiều nhịp, phải theo đúng chữ nhạc ở một số nhịp nhất định.
Thí dụ, câu 1 của bản nhịp đôi chỉ cần dứt ở chữ cống, theo chuẩn của bản Dạ cổ hoài lang.
Nhưng câu 1 của bản nhịp 32 phải có chữ hò ở nhịp 16, hò ở 20, xê ở 24, xang ở 28, cống ở 32. Ở bản 32 nhịp, tất cả các câu đều có xề (gọi là "xuống" xề) ở nhịp 4. (Trên thực tế, bản 32 nhịp thường câu 1 và 4 ngắn, chỉ có 16 nhịp sau, còn 16 nhịp đầu nói thơ hoặc nói lối hoặc xen tân nhạc.
Khi câu nhạc còn ngắn, bản nhạc chỉ gieo vần ở cuối câu. Lên tới nhịp 32, 64, các soạn giả bắt đầu gieo vần liên kết bên trong mỗi câu.

## Các bản vọng cổ theo nhịp
Cùng với việc tăng số nhịp trong mỗi câu, bản vọng cổ ngày càng đa dạng thêm nhờ sự sáng tạo của các soạn giả, các nghệ sĩ làm bản vọng cổ ngày nay rất phong phú.

### Vọng cổ nhịp đôi
Bản Vọng cổ nhịp đôi tức là bản Dạ cổ hoài lang nguyên thủy.
6 câu đầu trong bản này như sau, vần gieo mỗi câu một lần (trong đó có câu vần lưng tức yên vận):
1. Từ là từ phu tướng,
2. Bảo kiếng sắc phán (phong) lên đàng.(phán: sai bảo; không phải là phong)
3. Vào ra luống trông tin chàng.
4. Năm canh mơ màng.
5. Em luống trông tin chàng,
6. Ôi gan vàng thêm (quặn) đau.(thêm:đã đau nhiều rồi; quặn: đau lần đầu. Có lẽ "thêm" phù hợp hơn)

6 câu này có 6 chữ dứt câu như sau:
1. .......... cống
2. .......... xang
3. .......... hò
4. .......... hò
5. .......... xề
6. .......... liu

Những chữ nhạc này được dùng trong tuồng "Tham phú phụ bần" như sau:
1. (Đào:) Vì đâu nên xui khiến (cống)
2. Cha nỡ rẽ thúy chia uyên (xang)
3. Làm cho đôi ta đeo phiền (hò)
4. Mang nặng lời nguyền (hò)
5. (Kép:) Đành cam đứt câu nghĩa tình (xề)
6. Trên Thiên Hoàng xin chứg minh (liu)

...
Tới hết 20 câu thì hết bản.

### Vọng cổ nhịp 4
Nhịp tư bắt đầu có từ năm 1927. Từ bản này, vọng cổ có bước thay đổi quan trọng: Chữ nhạc trong bài không theo hơi Bắc (tức Bắc chánh) nữa mà đổi sang hơi Bắc Oán. Dưới đây là sáu câu đầu bản "Khúc oan vô lượng" của soạn giả Huỳnh Thủ Trung tức Tư Chơi.
1. Đêm nào ngọn đèn khuya, mẹ đây chong trắng đĩa
2. Chàng ôi, nếu có gặp nhau họa chỉ trong giấc mộng huỳnh lương
3. Trời đất ôi! Vợ chồng tôi đang vui câu đầm ấm nơi cảnh gia đường
4. Vì ai gieo oan mà để cho thiếp phải cam dồn dập nơi khốn cảnh đoạn trường
5. Hơn bốn năm trường tựa nơi canh cửa thiếp trông chờ
6. Đã biết rằng tuyệt vô hy vọng mà lòng mong thiếp những hoài mong

...

### Vọng cổ nhịp 8
Bản nhịp 8, từ năm 1936, bắt đầu ngân nga hơn bản nhịp tư. Người góp công làm bản nhịp tám được công chúng ưa chuộng phải kể đến nghệ sĩ Lưu Hoài Nghĩa tức Năm Nghĩa. Nhiều bản tuồng nhịp 8 tới nay vẫn còn nổi tiếng, như bản "Tô Ánh Nguyệt" của soạn giả Trần Hữu Trang:
1. Sau khi tôi có chết đi rồi, xin Cậu chứng kiến cho tấc lòng tôi mà tỏ hết khúc nói cho ai kia được rõ nỗi khổ tâm của tôi trước giờ tôi nhắm mắt
2. Dưới nấm mộ xanh, thân người mạng bạc, ngàn muôn năm linh hồn tôi họa chăng được tiêu tan khối hận chốn tuyền đài
3. Mười tám năm dư lắm lúc tôi muốn vạch mặt phơi gan mà than thở với đất trời
4. Nhưng mà mối hận tình nó nấu nung trong tim phổi, nghĩ bao nhiêu tội lỗi, gặp mặt ai tôi nói chẳng nên lời
5. Ngày hôm nay, tôi sắp lìa xa bao nhiêu kẻ thân yêu quý mến mà từ giã cõi đời
6. Cậu ôi, tôi nhờ cậu nói lại với má thằng Tâm rằng tôi mong giũ sạch nợ trần ai đặng thoát ra khỏi vòng tình thiên hận hải, vậy tôi xin có một đôi lời nhắn nhủ cùng với ai.

...

### Vọng cổ nhịp 16
Tới bản 16, từ năm 1946, mỗi câu bắt đầu dài, như 6 câu sau đây, trong "Tôn Tẫn giả điên", nổi tiếng với giọng ca Út Trà Ôn:
1. Úy trời đất ôi! Nỗi đoạn trường, cũng vì tôi đây quá tin thằng Bàn Quyên là bạn thiết cho nên ngày hôm nay thân của tôi phải ra nông nỗi
2. Còn như công cuộc ngày hôm nay đây, bởi tôi không cẩn thận cho nên bạn tôi nó mới đành nhẫn tâm chặt lấy một bàn chơn tôi
3. Khi tôi còn ở trên non thì tôi quyết ẩn thân tu tâm dưỡng tánh, luyện thuốc trường sanh mong thành chánh quả đặng có tọa hưởng Bồ Đoàn
4. Nào hay đâu thằng Bàn Quyên nó lên năn nỉ ỷ ôi, lời ngon tiếng ngọt, nó nói rằng chúa của nó là một đấng minh quân chơn mạng. Bởi vậy cho nên nó bảo tôi một một, hai hai cũng phải xuống mà đầu hàng.
5. Cho nên khi ấy tôi mới hạ san, thì thầy của tôi có cho tôi một bức cẩm nang lại dặn tôi rằng: Hễ khi nào lâm nạn thì dở ra xem rồi liêu> chước biến quyền
6. Vậy thì tôi đây vọng nguyện với Tôn sư, khai thơ cứu mạng. Ủa sao tôi chẳng thấy điều chi lạ, chỉ thấy trong thơ có một chữ "Cuồng". Ờ, ờ, phải rồi, đây thầy tôi bảo tôi giả điên đặng có thoát thân.

Thời kỳ vọng cổ nhịp 16 cũng là lúc câu vọng cổ có trộn vô những câu nói thơ (tức ngâm thơ, theo điệu Tao Đàn hoặc Vân Tiên) và những câu hò. Đây là sáng kiến của NSND Út Trà Ôn ảnh hưởng cho tới nay. Trong bản "Tôn Tẫn giả điên", Út Trà Ôn nói thơ trong câu 11-12 và hò trong câu 13 như sau:
11. Bây giờ buồn quá, để nói thơ cho bà con cô bác nghe chơi: Buồn cười vua Trụ đa đoan, mê nàng Đắc Kỷ rồi giết oan hết cả trào. Nói qua tới lớp vua U mà yêu ấp ả má đào
12. Ẵm ôm nàng Bao Tỉ giặc vào cũng không hay. Còn vua Kiết có tánh rồi hay say, nghe lời của Muội Hỷ mà lại giết ngay tôi Long Phùng.
13. Hò hơ... chết tôi, tôi chịu xin đừng bận bịu bớ điệu chung tình. Hò hơ... con nhạn bay cao rồi khó bắn, hò hơ... con cá ở ao quỳnh cũng khó câu...
Từ khi có bản vọng cổ 16 nhịp, câu nhạc đã bắt đầu đa dạng phong phú.

### Vọng cổ 32 nhịp
Bản vọng cổ 32 nhịp ra đời năm 1941, do nhạc sĩ Trần Tấn Hưng (tức Năm Nhỏ) chế tác, đến năm 1955, thì được đưa ra phổ biến rộng rãi, là bản vọng cổ được coi là tiêu chuẩn hiện nay, mặc dù cũng đã xuất hiện bản 64 nhịp và 128 nhịp. Trần Tấn Hưng tâm đắc nhất là bản Vọng cổ và tiền thân của nó là bản Dạ cổ hoài lang, sở trường của ông lại là chiếc đàn ghi ta phím lõm (lục huyền cầm) nên rất thích hợp với giọng mùi mẫn của loại nhạc điệu này. Năm 1936, Trần Tấn Hưng thọ giáo thầy Nhạc Khị, nhưng Nhạc Khị lúc này đã già yếu nên việc dạy đờn cho các môn sinh mới đều ủy thác cho các đệ tử là Ba Chột, Sáu Lầu, vì vậy Trần Tấn Hưng tuy làm lễ bái sư với Nhạc Khị nhưng kể như chính thức mở đầu cuộc đời nghệ thuật từ hai vị sư huynh này. Theo nhận xét của ông bản Vọng cổ 20 câu nhịp 16, về số câu thì quá dài còn lòng câu của mỗi câu lại ngắn, chỉ phù hợp với đờn ca tài tử không phù hợp với sân khấu cải lương; ông muốn rút số câu lại còn 6 câu và mở bung mỗi câu thành 32 nhịp cho diễn viên dễ trình diễn hơn. Cuối cùng Trần Tấn Hưng đã thành công; ông đã độc tấu bản Vọng cổ nhịp 32 với chiếc đờn ghi ta trong ngày giỗ tổ ngày 12 tháng 8 năm Tân Tỵ (1941). Hôm đó, mọi người đều rất hân hoan, ai nấy đều mỗi câu chúc mừng thành quả của người "em nhỏ"; nhạc sĩ Cao Văn Lầu mừng rỡ hơn ai hết vì ông đã thấy bản Vọng cổ - hóa thân của Dạ cổ hoài lang thêm một lần chuyển mình và phát triển, ông phát biểu: Bản Dạ cổ hoài lang nhịp đôi do tôi đặt ra, nhưng biến đổi thành bản Vọng cổ có nhiều nhịp như hiện nay là do công của Trịnh Thiên Tư, Năm Nghĩa, Mộng Vân và Năm Nhỏ. Bản Vọng cổ nhịp 32 của nhạc sĩ Trần Tấn Hưng đã đánh dấu một bước quan trọng trong quá trình phát triển của Vọng cổ nói riêng và Cải lương Nam Bộ nói chung; đã góp phần tạo điều kiện cho người sáng tác cổ nhạc, biên soạn kịch bản và diễn viên sân khấu có điều kiện để thực hiện được hết khả năng và nghệ thuật của mình bởi nó dung nạp được tất cả các thể hơi từ Bắc, Hạ, Nam, Oán... do đó, nó được mệnh danh là Hoàng đế của thể loại âm nhạc tài tử và sân khấu ca kịch cải lương.
Từ bản 32 nhịp, mỗi câu bắt đầu có vần gieo ngay trong câu, vì 32 nhịp là quãng quá xa để chỉ có một vần. Câu dưới đây trong bản "Nắng chiều quê ngoại" của soạn giả NSND Viễn Châu là một thí dụ:
1. Mấy nếp nhà tranh ẩn mình sau hàng tre rủ bóng đang vươn lên ngọn khói lam chiều. Cảnh hoàng hôn sao nhuộm vẻ tiêu điều. Khóm lau thưa xào xạc trên lối đường mòn vẳng lặng cô liêu; nhà Ngoại tôi khuất sau mấy lũy dừa xanh soi bóng dịu hiền, bên cạnh mái đình làng đìu hiu cỏ phủ.

Bản vọng cổ 32 nhịp đầy đủ có 6 câu. Tức là ngắn hơn các bản nhịp 8 thường có 20 câu. Tuy nhiên, ngay cả sáu câu cũng có khi không sử dụng hết. Bản vọng cổ khi ghi ra giấy, do đó, thường có đánh số câu để người nghệ sĩ biết bản nhạc sử dụng câu nào. Hai câu 1 và 4 thường chỉ có 16 nhịp cuối câu.
Khi bản vọng cổ đã tới 32 nhịp, nhiều soạn giả chêm vô những câu nói giặm. Để nghệ sĩ vô ca vọng cổ cho êm, soạn giả cũng thường gối đầu bằng một khúc nói lối văn xuôi, những câu nói lối văn vần (lục bát, song thất lục bát, tứ tuyệt, hoặc cả thơ mới), hoặc một bản ngắn cổ điển như Hành vân, Sương chiều, Lý Cái Mơn hoặc tiêu biểu là Lý con sáo.

## Các bài vọng cổ, tân cổ
1. 24 giờ phép (Tân nhạc: Trúc Phương; cổ nhạc: Loan Thảo)
2. Ai cho tôi tình yêu (Tân nhạc: Trúc Phương; cổ nhạc: Hoàng Song Việt/NSND Viễn Châu)
3. Ai lên xứ hoa đào (Tân nhạc: Hoàng Nguyên; cổ nhạc: NSND Viễn Châu)
4. Ai ra xứ Huế (Nhạc: Duy Khánh; lời vọng cổ: NSND Viễn Châu)
5. Ăn năn (Tân nhạc: Hoàng Trang; cổ nhạc: NSND Viễn Châu)
6. Anh Ba Khía (Tân nhạc: Sơn Hạ; cổ nhạc: Sơn Hạ/Trường Giang/Lâm Hữu Tặng/...)
7. Anh hãy về đi (Tân nhạc: Ngân Trang – Song Đông; cổ nhạc: Thế Châu)
8. Ánh lửa Mê Linh (Tác giả: NSND Viễn Châu)
9. Anh về miền Tây (Nhạc: Minh Vy; lời vọng cổ: Thanh Đông)
10. Áo em chưa mặc một lần (Tân nhạc: Hoài Linh; cổ nhạc: Loan Thảo)
11. Áo cưới màu hoa cà (Tân nhạc: Hùng Linh; cổ nhạc: Loan Thảo)
12. Áo mới Cà Mau (Tân nhạc: Thanh Sơn; cổ nhạc: Phạm Văn Đằng/Hồng Phượng/Thanh Phúc/Viễn Châu...)
13. Áo vá người vợ hiền (Tác giả: Kiên Giang)
14. Ba giờ khuya (Tác giả: NSND Viễn Châu)
15. Bà mẹ quê (Tân nhạc: Phạm Duy; cổ nhạc: Loan Thảo)
16. Bà mẹ sông Cầu (Thơ: Thanh Tùng; tân nhạc: Hữu Vang; cổ nhạc: Lam Tuyền)
17. Bạc Liêu hoài cổ (Nhạc: Thanh Sơn; lời vọng cổ: Hoàng Song Việt)
18. Bạc trắng lửa hồng (Tân nhạc: Thy Linh; cổ nhạc: Mạnh Quỳnh)
19. Bạc trắng tình đời (Tân nhạc: Minh Khang; cổ nhạc: Đăng Minh)
20. Bạch Hải Đường (Tác giả: Viễn Châu)
21. Bạch Thu Hà (Tác giả: Viễn Châu)
22. Bâng khuâng Trường Sa (Thơ: Nguyễn Thế Kỷ; nhạc: Lê Đức Trung; lời vọng cổ: Nguyễn Đức Trọng)
23. Bánh bông lan (Tác giả: Loan Thảo)
24. Bao la tình ngoại (Tác giả: Thanh Tuyền)
25. Bát cơm cúng mẹ (Tác giả: Viễn Châu)
26. Bên đền tưởng niệm (Sáng tác: Trần Hiền Phương)
27. Bên rặng ô môi (Tác giả: Viễn Châu)
28. Bến vắng chiều thu (Sáng tác: Viễn Châu)
29. Biên giới về khuya (Tác giả: Viễn Châu)
30. Biệt Kinh kỳ (Tác giả: Viễn Châu)
31. Bốn thằng con (Tác giả: Viễn Châu)
32. Bông bí vàng (Nhạc: Bắc Sơn; lời vọng cổ: Dương Đình Trí)
33. Bông bồn bồn rụng trắng (Tác giả: Linh Trúc)
34. Bông hồng cài áo (Tân nhạc: Phạm Thế Mỹ; cổ nhạc: Bạch Tuyết/...)
35. Bông súng trắng (Tác giả: Ngô Hồng Khanh)
36. Bức thư Tư Ếch (Tác giả: Viễn Châu)
37. Bức tranh hòa bình (Tân nhạc: Hoài Linh; cổ nhạc: Loan Thảo)
38. Buồng cau quê ngoại (Tác giả: Thu An)
39. Cà phê miệt vườn (Tân nhạc: Minh Vy; cổ nhạc: Phạm Văn Phúc/Trường Giang)
40. Cám ơn (Tân nhạc: Ngân Khánh; cổ nhạc: Loan Thảo)
41. Căn nhà màu tím (Tân nhạc: Hoài Linh; cổ nhạc: Loan Thảo)
42. Căn nhà ngoại ô (Nhạc: Anh Bằng; lời vọng cổ: Loan Thảo)
43. Cánh thiệp đầu xuân (Tân nhạc: Lê Dinh, Minh Kỳ; cổ nhạc: Hoàng Song Việt/Viễn Châu)
44. Câu chuyện đầu năm (Tân nhạc: Hoài An; cổ nhạc: Loan Thảo)
45. Cây dừa nước mồ côi (Thơ: Hồ Kiên Giang; lời vọng cổ: Trần Việt Liêm)
46. Cha ơi (Sáng tác: Dương Đình Trí)
47. Chàng là ai? (Tân nhạc: Nguyễn Hữu Thiết; cổ nhạc: Viễn Châu)
48. Chén cơm cúng mẹ (Sáng tác: Lê Văn Đương)
49. Chỉ có một mình anh (Tác giả: Viễn Châu)
50. Chiếc xuồng cui (Tác giả: Văn Hồng Cẩm)
51. Chiều cuối tuần (Nhạc: Trúc Phương; lời vọng cổ: Viễn Châu)
52. Chiều nước lũ (Tân nhạc: Vinh Sử; cổ nhạc: Viễn Châu)
53. Chim trắng mồ côi (Nhạc: Minh Vy, lời: Hồng Xương Long; vọng cổ: Phạm Văn Đằng/Viễn Châu)
54. Chợ Mới (Tác giả: Trọng Nguyễn)
55. Chó mực đầu cáo (Sáng tác: Viễn Châu)
56. Chút tình dạ cổ hoài lang (Tác giả: Viễn Châu)
57. Chuyến đi về sáng (Tân nhạc: Lê Dinh; cổ nhạc: Yên Lang)
58. Chuyến tàu hoàng hôn (Tân nhạc: Hoài Linh, Minh Kỳ; cổ nhạc: Loan Thảo/Tường Châu/...)
59. Chuyến xe cuối tuần (Tác giả: Viễn Sơn)
60. Cô bán đèn hoa giấy (Sáng tác: Quy Sắc)
61. Cô gái bán sầu riêng (Tác giả: Viễn Châu)
62. Cô hàng dừa Xiêm (Tân nhạc: Mạnh Phát; cổ nhạc: Yên Sơn)
63. Cô lái đò (Nhạc: Nguyễn Đình Phúc; lời vọng cổ: NSND Viễn Châu)
64. Cơn bão biển (Sáng tác: NSND Thanh Tuấn)
65. Con đường mang tên em (Nhạc: Trúc Phương; lời vọng cổ: Loan Thảo/Mạnh Quỳnh)
66. Con đường xưa em đi (Thơ: Hồ Đình Phương; tân nhạc: Châu Kỳ; cổ nhạc: Loan Thảo)
67. Con gái của mẹ (Tân nhạc: Giao Tiên; cổ nhạc: Loan Thảo)
68. Còn thương rau đắng mọc sau hè (Tân nhạc: Bắc Sơn; cổ nhạc: Thanh Vũ/...)
69. Con trai miền Tây (Nhạc: Vũ Quốc Bình; lời vọng cổ: Trường Giang)
70. Cưới em (Tân nhạc: Cô Phượng, cổ nhạc: Mạnh Quỳnh)
71. Dạ cổ hoài lang (Nguyên tác: Cao Văn Lầu/lời vọng cổ: Tô Thiên Kiều)
72. Đài hoa dâng Bác (Sáng tác: Trần Nam Dân)
73. Đám cưới đầu xuân (Tân nhạc: Trần Thiện Thanh; cổ nhạc: Loan Thảo)
74. Đàn sáo Hậu Giang (Tân nhạc: Trần Long Ẩn; cổ nhạc: Mạnh Quỳnh)
75. Đâu lời đoan thệ (Tác giả: Viễn Châu)
76. Đau xót lý chim quyên (Tân nhạc: Vũ Đức Sao Biển; cổ nhạc: Bạch Tuyết)
77. Đau xót lý con cua (Lời: Hồng Xương Long, nhạc: Minh Vy; vọng cổ: Hồng Hạnh/Viễn Châu)
78. Đêm Gành Hào nghe điệu hoài lang (Nhạc: Vũ Đức Sao Biển; lời vọng cổ: Quốc Khánh/...)
79. Đêm lạnh chùa hoang (Tác giả: Yên Lang)
80. Đêm lạnh trong tù (Tác giả: NSND Viễn Châu)
81. Đêm mộng hồ Tây (Sáng tác: Thu An)
82. Đêm tàn bến Ngự (Tân nhạc: Dương Thiệu Tước; cổ nhạc: NSND Viễn Châu)
83. Đêm tóc rối (Tác giả: Hàn Châu)
84. Đèn trung thu treo cành mận (Sáng tác: Quy Sắc)
85. Đón xuân này nhớ xuân xưa (Tân nhạc: Châu Kỳ; cổ nhạc: Mạnh Quỳnh)
86. Dệt chặng đường xuân (Tác giả: Anh Đông)
87. Đi hát (Tác giả: NSND Viễn Châu)
88. Diễm xưa (Tân nhạc: Trịnh Công Sơn; cổ nhạc: Viễn Châu)
89. Điệu buồn phương Nam (Tân nhạc: Vũ Đức Sao Biển; lời vọng cổ: Anh Kiệt)
90. Diệu kỳ sức sống Cải lương (Tác giả: Hoàng Song Việt)
91. Đời (Tác giả: NSND Viễn Châu)
92. Đợi chờ (Sáng tác: NSND Viễn Châu)
93. Đội gạo đường xa (Sáng tác: Kiên Giang)
94. Đồi tím hoa sim (Tân nhạc: Vinh Sử; cổ nhạc: Ngọc Thuyết)
95. Đời vũ nữ (Tác giả: Viễn Châu)
96. Dòng sông quê em (Tân nhạc: Trương Quang Lục; cổ nhạc: Huyền Nhung)
97. Đưa em vào hạ (Tân nhạc: Trầm Tử Thiêng; cổ nhạc: Loan Thảo)
98. Đừng cắt sợi chỉ hồng (Tác giả: Loan Thảo)
99. Đừng gọi anh bằng chú (Nhạc: Anh Thi; cổ nhạc: Văn Giai)
100. Đừng nói xa nhau (Tân nhạc: Châu Kỳ; cổ nhạc: Loan Thảo)
101. Dương Quý Phi (Sáng tác: Viễn Châu)
102. Đoạn cuối tình yêu (Tân nhạc: Tú Nhi; cổ nhạc: Loan Thảo/Mạnh Quỳnh)
103. Đường xưa lối cũ (Tân nhạc: Hoàng Thi Thơ; cổ nhạc: Loan Thảo)
104. Duyên phận (Tân nhạc: Thái Thịnh; cổ nhạc: Hoài Nam, Thiện Thanh)
105. Duyên nghèo (Sáng tác: Mạnh Quỳnh)
106. Duyên quê (Tác giả: Viễn Châu)
107. Em gái miền Tây (Tân nhạc: Nhất Sinh; cổ nhạc: Tân An)
108. Em ơi đừng khóc nữa (Tác giả: NSƯT Thanh Kim Huệ)
109. Em sắp về chưa (Tân nhạc: Châu Kỳ; cổ nhạc: Tô Lang)
110. Em thương người nghệ sĩ (Tác giả: NSND Viễn Châu)
111. Ga buồn (Tác giả: Ngô Hồng Khanh)
112. Gái nhà nghèo (Tân nhạc: Vinh Sử; cổ nhạc: Loan Thảo)
113. Gánh chè khuya (Sáng tác: Thu An)
114. Gánh lúa đêm trăng (Tác giả: Hải Đăng)
115. Gánh nước đêm trăng (Tác giả: NSND Viễn Châu)
116. Gạo trắng trăng thanh (Nhạc: Hoàng Thi Thơ; lời vọng cổ: Loan Thảo)
117. Giấc mơ cánh cò (Sáng tác: Lâm Hữu Tặng)
118. Giấc mộng lá sầu riêng (Tác giả: NSND Viễn Châu)
119. Gõ cữa (Tân nhạc: Mạnh Quỳnh; cổ nhạc: Mạnh Quỳnh)
120. Giọng ca dĩ vãng (Tân nhạc: Bảo Thu; cổ nhạc: Loan Thảo)
121. Hai đứa giận nhau (Tân nhạc: Hoài Linh; cổ nhạc: Mạnh Quỳnh)
122. Hai lúa lên đời (Tác giả: NSƯT Thanh Nam)
123. Hai ơi đừng qua sông (Tân nhạc: Ngô Minh Tài; cổ nhạc: Lê Minh Bảo)
124. Hai sắc hoa ti-gôn (Thơ: T.T.Kh.; nhạc: Hà Phương; lời vọng cổ: NSND Viễn Châu)
125. Hán Đế biệt Chiêu Quân (Sáng tác: Viễn Châu)
126. Hận Kinh Kha (Tác giả: NSND Viễn Châu)
127. Hàn Mặc Tử (Sáng tác: NSND Viễn Châu)
128. Hành trình trên đất phù sa (Tân nhạc: Thanh Sơn; cổ nhạc: Đình Trí/...)
129. Hãy quên nhau (Tân nhạc: Diêm An; cổ nhạc: Loan Thảo)
130. Hình bóng quê nhà (Tân nhạc: Thanh Sơn; cổ nhạc: Mạnh Quỳnh)
131. Hoa lan trắng (Tác giả: NSND Viễn Châu)
132. Hoa mua trắng (Tác giả: Ngự Bình)
133. Hoa trôi dòng nước bạc (Sáng tác: Viễn Châu)
134. Hoa trôi dòng thác lũ (Tác giả: Viễn Châu)
135. Hồi âm (Tân nhạc: Châu Kỳ; cổ nhạc: Viễn Châu)
136. Hòn vọng phu (Nhạc: Lê Thương; lời vọng cổ: Viễn Châu/...)
137. Hờn anh giận em (Tân nhạc: Tuấn Lê; cổ nhạc: Mạnh Quỳnh)
138. Hương tóc mạ non (Tân nhạc: Thanh Sơn; cổ nhạc: Hoàng Song Việt)
139. Kẻ ở miền xa (Tân nhạc: Trúc Phương; cổ nhạc: Loan Thảo)
140. Kép hát làm vua (Tác giả: Viễn Châu)
141. Kiếp tằm của mẹ (Sáng tác: Mạnh Quỳnh)
142. Khóc bạn đêm mưa (Sáng tác: Mạnh Quỳnh)
143. Khóc Thanh Nga (Sáng tác: Hữu Phước)
144. Không bao giờ ngăn cách (Nhạc: Trần Thiện Thanh; cổ nhạc: Loan Thảo)
145. Không bao giờ quên anh (Tân nhạc: Hoàng Trang; cổ nhạc: Viễn Châu)
146. Khúc nhạc từ ly (Sáng tác: Loan Thảo)
147. Khung trời kỷ niệm (Nhạc: Hoàng Thanh Việt; cổ nhạc: Loan Thảo)
148. Kiếp cầm ca (Tân nhạc: Huỳnh Anh; cổ nhạc: Viễn Châu)
149. Kiều Phong – A Châu (Tác giả: Yên Trang)
150. Kiều Phong – A Tỷ
151. Ký ức hoa đào (Tác giả: Diệp Vàm Cỏ)
152. Lá sầu riêng (Nhạc: Hoàng Cầm – Nguyễn Chi; lời vọng cổ: Viễn Châu)
153. Lá thắm (Tác giả: Trần Nam Dân)
154. Lá trầu xanh (Sáng tác: Viễn Châu)
155. Lan và Điệp (Tân nhạc: Mạc Phong Linh, Mai Thiết Lĩnh; cổ nhạc: Viễn Châu)
156. Lắng tiếng mưa rừng (Sáng tác: Viễn Châu)
157. Lâu đài tình ái (Tân nhạc: Trần Thiện Thanh; cổ nhạc: Tô Thiên Kiều/...)
158. Lấy chồng xa (Sáng tác: Võ Đông Điền)
159. Lỡ mai mình xa nhau (Tân nhạc: Lưu Trần Lê; cổ nhạc: Loan Thảo/Mạnh Quỳnh)
160. Lời nguyện cầu lúc nửa đêm (Tác giả: Viễn Châu)
161. Lối về xóm nhỏ (Nhạc: Trịnh Hưng; lời vọng cổ: Quế Chi/Viễn Châu)
162. Lời yêu chưa ngỏ (Tân nhạc: Vinh Sử; cổ nhạc: Loan Thảo)
163. Lòng dạ đàn bà (Sáng tác: Viễn Châu)
164. Lòng mẹ (Nhạc: Y Vân; lời vọng cổ: Loan Thảo)
165. Lòng mẹ hậu phương
166. Lửa gần rơm (Tân nhạc: Trần Trinh; cổ nhạc: Hoàng Song Việt)
167. Lý chim quyên (Sáng tác: Loan Thảo)
168. Lý ngựa ô (Tác giả: Loan Thảo)
169. Ly rượu đoàn viên (Tác giả: Thu An)
170. Ly rượu mừng (Nhạc: Phạm Đình Chương; cổ nhạc: Loan Thảo)
171. Mất nhau rồi (Tân nhạc: Giao Tiên; cổ nhạc: Loan Thảo/Mạnh Quỳnh)
172. Màu tím hoa sim (Nhạc: Trần Hoàn; lời vọng cổ: Loan Thảo)
173. Mấy độ thu về (Nhạc: Minh Kỳ – Hoài Linh; lời vọng cổ: Kiên Giang)
174. Mây chiều (Tân nhạc: Nguyễn Nhất Huy; cổ nhạc: Mạnh Quỳnh)
175. Mây trắng biên thùy (Tân nhạc: Minh Kỳ; cổ nhạc: Kiên Giang)
176. Mây trắng mùa thu (Tác giả: Thu An)
177. Mẹ dạy con (Tác giả: Viễn Châu)
178. Mẹ ơi hãy yên lòng (Tác giả: Võ Đông Điền)
179. Mẹ tôi (Tân nhạc: Nhị Hà; cổ nhạc: Đình Trí)
180. Mình ơi! (Tân nhạc: Minh Vy; cổ nhạc: Viễn Châu)
181. Mồ em Phượng (Tác giả: Viễn Châu)
182. Mơ hoa (Nhạc: Hoàng Giác; lời vọng cổ: NSƯT Xuân Hỷ)
183. Món quà giáng sinh (Sáng tác: Loan Thảo)
184. Mộng ban đầu (Tân nhạc: Hoàng Trọng; cổ nhạc: Quế Chi)
185. Một chuyến xe hoa (Tân nhạc: Lê Dinh, Minh Kỳ; cổ nhạc: Huỳnh Văn Thanh)
186. Mưa chiều thứ bảy (Tân nhạc: Lê Dinh, Thu Hồ; cổ nhạc: Loan Thảo)
187. Mùa hoa đào (Sáng tác: Việt Sơn)
188. Mưa trên phố Huế (Tân nhạc: Minh Kỳ; cổ nhạc: NSND Viễn Châu)
189. Mùa xuân của mẹ (Tân nhạc: Trịnh Lâm Ngân; cổ nhạc: Loan Thảo)
190. Mùa xuân xa quê (Tân nhạc: Hà Sơn; cổ nhạc: Mạnh Quỳnh)
191. Mỹ Tho mùa trăng bến hẹn (Tác giả: Trọng Nguyễn)
192. Năm con vợ (Tác giả: Viễn Châu)
193. Nắng chiều quê ngoại (Sáng tác: Viễn Châu)
194. Nàng Son (Sáng tác: Thành Phát)
195. Nấu bánh đêm xuân (Sáng tác: Quy Sắc)
196. Nén hương hoài niệm (Tác giả: Viễn Châu)
197. Nếu chúng mình cách trở (Tân nhạc: Tú Nhi; cổ nhạc: Mạnh Quỳnh)
198. Ngày em về thăm quê tôi (Tân nhạc: Y Vân; cổ nhạc: Loan Thảo)
199. Ngày buồn (Tân nhạc: Lam Phương; cổ nhạc: Thế Châu/Nguyễn Nhân Tâm)
200. Ngày hạnh phúc (Nhạc: Lam Phương; lời vọng cổ: Loan Thảo)
201. Ngày tiễn đưa (Sáng tác: Mạnh Quỳnh)
202. Nghẹn ngào (Tân nhạc: Lam Phương; cổ nhạc: Loan Thảo)
203. Ngợi ca quê hương em (Nhạc: Thanh Sơn; lời vọng cổ: Đình Trí)
204. Người đánh đàn trên sông Mỹ Thuận (Tác giả: NSND Viễn Châu)
205. Người gác hải đăng (Tác giả: Nguyễn Thiên Đăng)
206. Người giãi bày tâm sự (Tân nhạc: Trúc Phương; cổ nhạc: Thế Châu)
207. Người lính già vui vẻ (Tác giả: Thanh Trúc)
208. Người mẹ đào hầm (Tác giả: Trần Nam Dân)
209. Người ngoài phố (Tác giả: Viễn Châu)
210. Người về trong mưa (Tác giả: Thu An)
211. Người yêu nay đã có chồng (Tác giả: Viễn Châu)
212. Người xa về thành phố (Tân nhạc: Trúc Phương; cổ nhạc Loan Thảo
213. Nhẫn cỏ cho em (Tân nhạc: Vinh Sử; cổ nhạc: Loan Thảo)
214. Nhớ mẹ (Tác giả: Viễn Châu)
215. Nhớ mẹ hiền (Sáng tác: Phan Thanh Vân)
216. Nhớ mẹ lý mồ côi (Tân nhạc: Trương Quang Tuấn; cổ nhạc: Viễn Châu/Minh Thuận/...)
217. Nhớ Nha Trang (Tác giả: Minh Thùy)
218. Nhớ sông (Tác giả: Ngọc Tư, Trúc Linh)
219. Những ngày xưa thân ái (Nhạc: Phạm Thế Mỹ; lời vọng cổ: Loan Thảo)
220. Ni cô và kiếm khách (Tác giả: Quy Sắc)
221. Ni cô và lão ăn mày (Sáng tác: Viễn Châu)
222. Nỗi buồn của tôi (Tác giả: Văn Hường)
223. Nỗi buồn mẹ tôi (Nhạc: Minh Vy; lời vọng cổ: Viễn Châu/...)
224. Nỗi buồn hoa phượng (Tân nhạc: Thanh Sơn; cổ nhạc: Loan Thảo)
225. Nỗi lòng xa quê (Tác giả: Minh Nõn)
226. Nỗi mừng ngày cưới (Tác giả: Kiên Giang)
227. Nỗi niềm câu hát quê hương (Tác giả: Hữu Sơn)
228. Nụ cười xuân (Tác giả: Thu An)
229. Nụ hồng (Tân nhạc: Trần Hữu Bích; cổ nhạc: Thanh Vũ)
230. Nụ tầm xuân (Tân nhạc: Phạm Duy; cổ nhạc: Loan Thảo)
231. Nửa đêm ngoài phố (Tân nhạc: Trúc Phương; cổ nhạc: Anh Kiệt/Hoàng Song Việt)
232. Núm ruột quê hương (Tác giả: Hải Đăng)
233. Nước mắt quê hương (Tân nhạc: Hồ Đình Phương, Châu Kỳ; cổ nhạc: Thế Châu)
234. Ông bà anh (Tân nhạc: Lê Thiện Hiếu; cổ nhạc: Ngọc Quyền/Tô Thiên Kiều)
235. Ông lão chèo đò (Sáng tác: Viễn Châu)
236. Ơn nghĩa sinh thành (Tân nhạc: Dương Thiệu Tước; cổ nhạc: Mạnh Quỳnh)
237. Phận gái thuyền quyên (Tân nhạc: Giao Tiên, Nguyên Thảo; cổ nhạc: Mạnh Quỳnh)
238. Phận làm dâu (Tác giả: Quy Sắc)
239. Pháp sư giải nghệ (Sáng tác: Viễn Châu)
240. Phút cuối (Tân nhạc: Lam Phương; cổ nhạc: Loan Thảo)
241. Phương trời xứ lạ (Tân nhạc: Lâm Hoàng; cổ nhạc: Mạnh Quỳnh)
242. Qua lối nhỏ (Tân nhạc: Cô Phượng, cổ nhạc: Mạnh Quỳnh)
243. Quả tim bất diệt (Tác giả: Viễn Châu)
244. Quán gấm đầu làng (Tân nhạc: Giao Tiên; cổ nhạc: Minh Tâm)
245. Quán nửa khuya (Tác giả: Yên Lang)
246. Quê anh quê em (Tác giả: Trọng Nguyễn)
247. Quê hương (Thơ: Đỗ Trung Quân; nhạc: Giáp Văn Thạch; lời vọng cổ: Phan Văn Thanh)
248. Ru lại câu hò (Tân nhạc: Vũ Quốc Việt; cổ nhạc: Hoàng Song Việt/...)
249. Rừng lá thấp (Tân nhạc: Trần Thiện Thanh; cổ nhạc: Loan Thảo)
250. Rước tình về với quê hương (Nhạc: Hoàng Thi Thơ; lời vọng cổ: Loan Thảo)
251. Sa mưa giông (Tân nhạc: Bắc Sơn; cổ nhạc: Anh Kiệt)
252. Sân ga chỉ có một người (Sáng tác: Viễn Châu)
253. Sao chưa thấy hồi âm (Tân nhạc: Châu Kỳ; cổ nhạc: Viễn Châu)
254. Sao em nỡ vội lấy chồng (Tân nhạc: Trần Tiến; cổ nhạc: Huỳnh Vũ)
255. Sầu vương ý nhạc (Tác giả: Viễn Châu)
256. Sông quê (Nhạc: Đinh Trầm Ca; cổ nhạc: Huỳnh Nguyên)
257. Sương lạnh chiều đông (Tân nhạc: Mạnh Phát; cổ nhạc: Loan Thảo)
258. Tâm sự Mai Đình (Sáng tác: Viễn Châu)
259. Tâm sự Mộng Cầm (Tác giả: Viễn Châu)
260. Tâm sự người viễn khách (Tác giả: NSND Viễn Châu)
261. Tần Quỳnh khóc bạn (Tác giả: Viễn Châu)
262. Tặng đời chiếc nón bài thơ (Sáng tác: Trần Phán)
263. Táo quân cải lương chầu Thượng đế (Tác giả: Viễn Châu)
264. Tàu đêm năm cũ (Tân nhạc: Trúc Phương; cổ nhạc: Viễn Châu)
265. Tàu qua sân ga (Tác giả: Ngô Hồng Khanh)
266. Thành phố buồn (Tân nhạc: Lam Phương; cổ nhạc: Mạnh Quỳnh)
267. Thành phố Hồ Chí Minh (Sáng tác: Trần Nam Dân)
268. Theo mẹ học thiền (Tác giả: NSƯT Diệu Hiền)
269. Thì trả cho nhau (Tác giả: Yên Sơn)
270. Thiên duyên tiền định (Tân nhạc: Hoài Linh; cổ nhạc: Tô Thiên Kiều)
271. Thư cho vợ hiền (Tân nhạc: Song Ngọc; cổ nhạc: Thế Châu)
272. Thư xuân trên rừng cao (Tân nhạc: Trịnh Lâm Ngân; cổ nhạc: Loan Thảo)
273. Thương con cá rô đồng (Nhạc: Sơn Hạ; lời vọng cổ: Jimmy Trần)
274. Thương hoài ngàn năm (Tác giả: Dương Đình Trí/...)
275. Thương hoài ngàn năm (Tân nhạc: Phạm Mạnh Cương; cổ nhạc: Nguyễn Nhân Tâm)
276. Thương màu áo lam (Tân nhạc: Vũ Ngọc Toản; cổ nhạc: Bạch Tuyết)
277. Thương nhau lý tơ hồng (Nhạc: Trương Quang Tuấn; lời vọng cổ: Viễn Châu)•
278. Thương quá Việt Nam (Tân nhạc: Phạm Thế Mỹ; cổ nhạc: Viễn Châu)
279. Thương về miền Trung (Tân nhạc: Duy Khánh; cổ nhạc: Viễn Châu/...)
280. Thương về quê mẹ (Tác giả: Võ Nguyễn Huê Hồng)
281. Tiền (Tác giả: NSND Viễn Châu)
282. Tiếng chày trên sóc Bombo (Tân nhạc: Xuân Hồng; cổ nhạc: NSND Viễn Châu)
283. Tiếng dân chài (Tân nhạc: Phạm Đình Chương; cổ nhạc: Loan Thảo)
284. Tiếng hát Trương Chi (Tác giả: Quy Sắc)
285. Tiếng hò sông Hậu (Sáng tác: Điêu Huyền)
286. Tiếng quốc đêm trăng (Tân nhạc: Vũ Đức Sao Biển; cổ nhạc: Anh Kiệt)
287. Tiếng rao ngày cũ (Tác giả: Thu An)
288. Tiếu ngạo giang hồ (Sáng tác: Yên Trang)
289. Tìm con (Sáng tác: Viễn Châu)
290. Tình anh bán chiếu (Tác giả: Viễn Châu)
291. Tình anh lính chiến (Tân nhạc: Lam Phương; cổ nhạc: Yên Lang)
292. Tình đất đỏ miền Đông (Nhạc: Trần Long Ẩn; cổ nhạc: Loan Thảo)
293. Tình đời (Tân nhạc: Lam Phương; cổ nhạc: Loan Thảo)
294. Tình đời tay trắng (Tân nhạc: Đài Phương Trang; cổ nhạc: Mạnh Quỳnh)
295. Tình đồng chí (Thơ: Chính Hữu; nhạc: Minh Quốc; lời vọng cổ: Thanh Vũ)
296. Tình không muộn (Tác giả: Hà Nam Quang)
297. Tình mẹ con (Sáng tác: Nhị Kiều)
298. Tình phụ tử (Sáng tác: Quy Sắc)
299. Tình quê hương (Nhạc: Việt Lang; lời vọng cổ: Bạch Tuyết)
300. Tình sử Bạch Thu Hà (Tác giả: Viễn Châu)
301. Tình sử Trương Chi (Sáng tác: Huỳnh Thanh Tuấn)
302. Tình xuân (Sáng tác: Hoàng Song Việt)
303. Tôi đi làm rể (Tác giả: Viễn Châu)
304. Tôn Tẫn giả điên (Tác giả: Viễn Châu)
305. Trả lại thời gian (Sáng tác: Viễn Châu)
306. Trách anh đa tình (Tác giả: Đinh Thiên Hương)
307. Trai tài gái sắc (Nhạc: Thu Giang; lời vọng cổ: Bạch Mai)
308. Trăng rụng xuống cầu (Tân nhạc: Hoàng Thi Thơ; cổ nhạc: Tứ Lang)
309. Trăng thu dạ khúc (Tác giả: Hải Đăng)
310. Trên đường lưu diễn (Tác giả: NSND Viễn Châu)
311. Trọng Thủy – Mỵ Châu (Sáng tác: NSND Viễn Châu)
312. Trống trường thành (Sáng tác: Loan Thảo)
313. Trùm sò đi bụi (Tác giả: Viễn Châu)
314. Trường hận (Tác giả: Viễn Châu)
315. Tứ đổ tường (Sáng tác: NSND Viễn Châu)
316. Tư Ếch coi cải lương (Tác giả: Viễn Châu)
317. Tư Ếch đại chiến Văn Hường (Tác giả: Viễn Châu)
318. Tu là cội phúc (Sáng tác: Viễn Châu)
319. Tựa tuồng sân khấu (Tác giả: NSND Viễn Châu)
320. Tương phùng nơi đất khách (Sáng tác: Yên Lang)
321. Tuyết lạnh (Tân nhạc: Lê Dinh – Phương Trà; cổ nhạc: Loan Thảo)
322. Ước mơ cô thợ cấy (Sáng tác: Thanh Bình)
323. Vang mãi điệu hoài lang (Sáng tác: Hoàng Song Việt)
324. Về chung một mái nhà (Nhạc: Xuân Tiên – Y Vân; lời vọng cổ: Nguyễn Thiên Đặng)
325. Về lại U Minh (Tác giả: Ngô Hồng Khanh)
326. Về miền Tây (Tân nhạc: Tô Thanh Tùng; cổ nhạc: Hoàng Song Việt)
327. Về miền Tây (Thơ: Hoàng Tuấn Anh; nhạc: Đình Thậm; lời vọng cổ: Đỗ Linh)
328. Ve mực mồng tơi (Tác giả: Quy Sắc)
329. Về Sa Giang (Sáng tác: Loan Thảo)
330. Về thăm sông Trẹm quê em (Sáng tác: Ngô Hồng Khanh)
331. Vẹn giữ chữ chung tình (Sáng tác: Liêm Tâm)
332. Vĩnh biệt (Tân nhạc: Lam Phương; cổ nhạc: Loan Thảo)
333. Võ Đông Sơ (Tác giả: Viễn Châu)
334. Vó ngựa trên đồi cỏ non (Tân nhạc: Giao Tiên; cổ nhạc: Thế Châu)
335. Vợ người ta (Tân nhạc: Phan Mạnh Quỳnh; cổ nhạc: Anh Kiệt)
336. Vợ tôi đẹp ác (Tác giả: Viễn Châu)
337. Vợ tôi nói tiếng Tây (Sáng tác: Viễn Châu)
338. Vợ tôi tôi sợ (Tác giả: Viễn Châu)
339. Vọng cổ buồn (Nhạc: Minh Vy; lời vọng cổ: Lâm Trí Long)
340. Vòng tay nào cho em (Tân nhạc: Hoàng Lê Vũ; cổ nhạc: Loan Thảo)
341. Vườn dâu lá mới (Nhạc: Phạm Thế Mỹ; lời vọng cổ: Loan Thảo)
342. Xa vắng (Nhạc: Y Vân; lời vọng cổ: Loan Thảo)
343. Xin anh giữ trọn tình quê (Tân nhạc: Duy Khánh; cổ nhạc: Loan Thảo)
344. Xin gọi nhau là cố nhân (Tân nhạc: Hàn Sinh; cổ nhạc: Loan Thảo)
345. Xin trả tôi về (Tân nhạc: Mặc Thế Nhân; cổ nhạc: Loan Thảo)
346. Xuân đất khách (Tác giả: NSND Viễn Châu)
347. Xuân đẹp làm sao (Tân nhạc: Thanh Sơn; cổ nhạc: Dương Đình Trí)
348. Xuân đời con có mẹ (Tác giả: Ngọc Chi)
349. Xuân này con không về (Tân nhạc: Trịnh Lâm Ngân; cổ nhạc: Loan Thảo)
350. Xuân tha hương (Sáng tác: Dương Đình Trí)
351. Yêu lầm (Nhạc: Giao Tiên; lời vọng cổ: Loan Thảo)
352. Cần Thơ ơi! Thương lắm áo bà ba (Tác giả: Hoàng Bửu Hiếu)